# Глухув (гмина)
Глухув (пол. Głuchów) — сельская гмина (волость) в Польше, входит как административная единица в Скерневицкий повет, Лодзинское воеводство. Население — 6052 человека (на 2004 год).

## Сельские округа
1. Бялынин
2. Бялынин-Полудне
3. Борыслав
4. Целигув
5. Глухув
6. Яниславице
7. Ясень
8. Коханув
9. Миховице
10. Милохневице
11. Прусы
12. Речуль
13. Скочиклоды
14. Высокенице
15. Злота

## Соседние гмины
1. Гмина Бяла-Равска
2. Гмина Годзянув
3. Гмина Ежув
4. Гмина Скерневице
5. Гмина Слупя
6. Гмина Желехлинек